# Phare de Davaar
Le phare de Davaar est un phare édifié au nord de l'île de Davaar (en gaélique écossais :Eiean Dà Bhàrr) à l'embouchure de Campbeltown Loch (en), au large de la côte de la péninsule de Kintyre dans le comté de Argyll and Bute dans le sud-ouest de l'Écosse.
Ce phare est géré par le Northern Lighthouse Board (NLB) à Édimbourg,l'organisation de l'aide maritime des côtes de l'Écosse.

## Histoire
La station a été conçue et réalisée par les ingénieurs civils écossais Thomas Stevenson et David Stevenson et mis en service en 1854. C'est une tour cylindrique en maçonnerie blanche de 20 m de haut, avec galerie ocre et lanterne noire. Juste à côte se trouvent la maison des gardiens d'un seul étage et des bâtiments annexes.
Le phare a été automatisé en 1983. Il émet deux flashs blancs toutes les dix secondes. Il marque le côté sud de l'entrée de Campbeltown Loch et du port de Campbeltown sur le côté est de Kintyre. L'île est accessible à marée basse par une chaussée submersible de 1200 m de long.
Identifiant : ARLHS : SCO-059 - Amirauté : A4276 - NGA : 4252.

### Lien connexe
- Liste des phares en Écosse